# Karađorđe (film)
Cet article concerne le film. Pour la personnalité historique, voir Karađorđe.
Pour plus de détails, voir Fiche technique et Distribution.
Karađorđe (serbe : Карађорђе), ou en forme longue Život i dela besmrtnog vožda Karađorđa (serbe : Живот и дела бесмртног вожда Карађорђа, litt. « La vie et les actes du chef immortel Karađorđe ») est un film muet serbe réalisé par Ilija Stanojević et sorti en 1911. Il est considéré comme le premier long métrage serbe. L'acteur Milorad Petrović (sh) y incarne le chef rebelle éponyme Karađorđe, qui a dirigé le premier soulèvement serbe de 1804-1813.
En 1911, le producteur Svetozar Botorić (sh) s'associe à l'éminent acteur de théâtre Ilija Stanojević pour créer l'Union pour la production de films serbes (serbe : Udruženje za snimanje srpskih filmova). Botorić a eu envie de produire des longs métrages après avoir vu L'Assassinat du duc de Guise (1908) de Charles Le Bargy et André Calmettes, un exemple précoce de cinéma narratif.
Il figure parmi la liste des 100 meilleurs films serbes, mise au point en 2016 par un ensemble de critiques.

## Synopsis
Le film s'ouvre sur un adolescent, Karađorđe (Milorad Petrović), qui tue un fonctionnaire ottoman (Ilija Stanojević). Ce meurtre fait de Karađorđe un fugitif. À la suite d'une rébellion infructueuse contre les Ottomans, Karađorđe est contraint de fuir la Serbie et de se réfugier dans l'Empire autrichien, de l'autre côté de la rivière Save. Lorsque le beau-père de Karađorđe menace de dévoiler les plans de Karađorđe aux Ottomans, il le tue. Après un séjour en Autriche, Karađorđe retourne en Serbie. En février 1804, après le massacre des Knèzes, les notables serbes survivants se réunissent à l'assemblée d'Orašac et décident de se rebeller contre les Dahije (sr), les janissaires renégats qui ont précipité le massacre. Les notables proposent à Karađorđe de prendre la tête de l'insurrection, compte tenu de son expérience militaire. Il décline d'abord leur offre, mais finit par céder ; le premier soulèvement serbe contre les Turcs commence. Les Dahije prévoient bientôt leur chute, voyant leur destin se refléter dans un bol d'eau puisé dans le Danube.
Karađorđe bat les Dahije, mais finit par se retourner contre le sultan, qui lui avait proposé de le soutenir dans sa lutte contre les janissaires dévoyés. Karađorđe remporte une série de victoires contre la Sublime Porte, mettant les Ottomans en déroute à la bataille de Mišar et s'emparant finalement de Belgrade. Le soulèvement se poursuit pendant près de dix ans, mais il est finalement vaincu et Karađorđe est contraint de fuir une nouvelle fois en Autriche. En 1817, il décide de retourner en Serbie pour mener une nouvelle rébellion. Le principal rival de Karađorđe, Miloš Obrenović, est mis au courant de ses activités. Il organise une rencontre avec Vujica Vulićević (sr), un ancien ami de Karađorđe qui fait désormais partie de l'équipe d'Obrenović, et ordonne que Karađorđe soit tué. Lorsque Karađorđe retourne en Serbie, Vulićević lui offre une tente dans une forêt et, pendant qu'il dort, le tue d'un coup de fusil. Le film se termine par un passage de La Couronne des montagnes, un poème épique écrit par Njegoš, le poète national de la Serbie et du Monténégro. Les acteurs font ensuite un lever de rideau.

## Fiche technique
- Titre original : Karađorđe, Карађорђе[3],[4]
- Réalisation : Ilija Stanojević

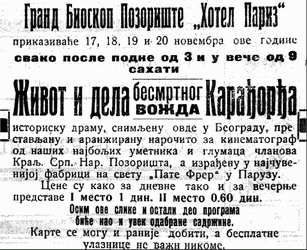
Une réclame pour le film.

- Scénario : Ilija Stanojević, Ćira Manok
- Photographie : Louis de Beery (sh)
- Production : Svetozar Botorić (sh)
- Sociétés de production : Pathé
- Pays de production :  Royaume de Serbie
- Langue originale : serbe
- Format : Noir et blanc - film muet
- Genre : mélodrame de guerre, film historique
- Durée : 80 minutes
- Dates de sortie : 
  - Serbie : 23 octobre 1911

## Distribution
- Milorad Petrović (sh) : Karađorđe, le chef du premier soulèvement serbe
- Ilija Stanojević : Vujica Vulićević, un sipahi et un partisan flagorneur de Karađorđe
- Jevrem Božović : cinq personnages différents, dont le père de Karađorđe et Miloš Obrenović
- Sava Todorović : Mehmed-aga Fočić, l'un des chefs des Dahije
- Dragoljub Sotirović : Hajduk Veljko et frère de Karađorđe, Marinko
- Vukosava Jurković : Marica, la mère de Karađorđe
- Dobrica Milutinović : Janko Katić, l'un des chefs du premier soulèvement serbe
- Aleksandar Milojević : Mateja Nenadović, l'un des chefs du premier soulèvement serbe
- Milorad Petrović : Karađorđe adolescent